# Марки
Це стаття про журнал. Див. також статтю Поштова марка
«Марки» — перший спеціалізований філателістичний журнал Російської імперії, який видавався в Києві в 1896—1901 роках як друкований орган Московського товариства збирачів поштових марок (МОСПМ) та Київського гуртка збирачів поштових марок (з 1898). Перші номери друкувалися російською і французькою мовами, наступні — тільки російською.

## Історія
Журнал «Марки», як зазначалося на його обкладинці, являв собою «перший російський ілюстрований щомісячний журнал для любителів і збирачів поштових та інших марок». Виходив у Києві з 12 (24) березня 1896 по листопад 1901 року. Його видавцем і редактором був марочний торговець С. Д. Соломкін, а потім — Г. Я. Шульгевіч.
20 березня 1896 у Москві відбулися збори МОСПМ, учасники якого вітали вихід в Києві першого номера журналу «Марки». За пропозицією відомого філателіста того часу Е. П. фон дер Бека, журналу був присвоєний статус офіційним органу МОСПМ, і він став таким вже з третього номера. Журнал відбивав діяльність Товариства, публікував протоколи його засідань, друкував серйозні статті і замітки на філателістичні теми. Крім того, в розділі «Хроніка» містилася інформація про нові іноземні та російські марки, а також про події філателістичної життя в Росії і за кордоном, про філателістичні виставки .
Останнім номером журналу, опублікованими під егідою МОСПМ, став № 13 за 1897 рік. З 1898 року, у зв'язку із закриттям Московського товариства, журнал виходив як органу Київської гуртка збирачів поштових марок.
У перший рік видання журнал випускався російською і французькою мовами форматом 220 × 300 мм. З 1897 року він почав виходити в половинному розмірі і вже тільки російською мовою. Періодичність видання була вкрай нерегулярною. Так, в 1898 і 1899 роках вийшло лише три номери, а в 1902 році його видання і зовсім було припинено.
Крім московських і київських колекціонерів, на журнал підписувалися філателісти Санкт-Петербурга та інших міст. «Марки», поряд з іншими філателістичних періодичними виданнями і книгами, надходили в Петербурзьке товариство, що іменувалося «Російським відділом Німецького товариства філателістів у Гесніце», і зберігалися в його бібліотеці.
Починаючи з листопада 2009 року Товариством філателістів «Марки Петербурга» випускається журнал під тією ж назвою, що й старе дореволюційний київське видання.